# 가고시마현
가고시마현(일본어: 鹿児島県 가고시마켄[*])은 일본 규슈 최남단에 위치한 현으로, 오키나와섬 북쪽의 류큐 열도도 관할한다. 현청 소재지는 최대 도시인 가고시마시이고, 그 밖의 주요 도시로는 기리시마시·가노야시·사쓰마센다이시 등이 있다.
규슈에 속하는 가고시마현 행정구역 밑으로는 사쓰난 제도가 있다. 규슈의 부분은 현 본토로 표현된 두개의 반도(사쓰마반도·오스미반도)가 있다.
기리시마산·사쿠라지마·다네가시마 우주 센터이 있고, 세계유산은 야쿠섬·아마미오섬·도쿠노섬 등이 있으며 자연·문화·관광·산업 등의 면에서 풍부한 자원을 가지고 있다.

## 명칭
가고시마 신궁(기리시마시 하야토초)에서 유래하였다. '가고시마'의 어원은 아마쓰히코 히코호호데미 노 미코토(야마사치히코)가 해신궁에 갈 때 탔던 배가 가고산에서 만들어졌다는 설이나, '신이 깃든 섬'이라는 설, '가고'는 절벽이라는 뜻이므로 사방이 절벽으로 둘러싸여 있는 사쿠라지마는 '가고시마'라고 하여 가고시마가 사쿠라지마의 옛 이름이라는 설 등의 다양한 설이 있다.
과거 율령국으로는 사쓰마국·오스미국·다네국 등 3개국에 해당한다.
현재 가고시마시와 가고시마 신궁은 분리되어 있으나, 가고시마군 설치 초기에는 아모리강까지 가고시마군의 영역이었다.
소행성(4703) Kagoshima는 가고시마의 이름을 따서 지어진 이름이다.

## 지리·지역
본토로 불리는 규슈 지역(사쓰마·오스미 지방)과 낙도(離島)로 불리는 사쓰난 제도(薩南諸島, 다네가섬·야쿠섬 지방과 아마미 지방)으로 구분된다. 일본 기상청의 일기예보 구분에서는 가고시마 지방기상대가 사쓰마·오스미·다네가섬·야쿠섬 지방, 나제 기상대가 아마미 지방으로 구분된다.
본토는 기리시마산을 제외하면 대부분은 시라스 대지의 지질로 이루어져 있어 배수가 잘 된다. 저지대나 평야가 극단적으로 적기 때문에 현내 대부분의 지역이 산에 둘러싸여 있다. 그래서 각 시정촌은 본토의 각지에 점점이 흩어져 있다.
섬 수는 605개이며 사쓰난 제도는 다네가섬, 야쿠섬을 포함하는 오스미 제도와 도카라 열도(奄美諸島), 아마미 군도(奄美群島)로 이루어진다. 최북단은 시시섬(獅子島), 최남단은 요론섬(与論島)이다. 가장 큰 유인도는 아마미오섬(奄美大島), 가장 작은 유인도는 신지마섬(新島)이다.
남북 길이는 600km, 해안선은 2,722km에 이른다. 본토·도서 지역을 합한 현 전체 면적은 9,187km2이다. 이는 도도부현 중 10위, 서일본에서는 가장 넓은 면적이다.
활화산인 사쿠라지마섬(桜島) 같은 화산이 있어 온천도 많은데 온천의 수는 약 2,730개소로 오이타현에 이어 전국 2위이고, 현내 입욕 시설의 대부분이 온천이다.

### 지형
- 반도 - 사쓰마 반도·오스미 반도
- 곶 - 사타곶·히자키곶(오스미 반도), 나가사키바나곶·노마곶·도미사키곶·보미사키곶·가이몬곶·다카사키곶 (사쓰마 반도), 가도쿠라곶·기시가곶 (다네가섬), 가사리곶 (아마미오섬)
- 산지 - 구니미 산지·다카쿠마 산지·기모쓰키 산지·이즈미 산지
- 평야 - 센다이 평야·기모쓰키 평야·이즈미 평야·고쿠부 평야
- 분지 - 오쿠치 분지
- 대지(시라스 대지) - 가사노하라·노이쿠라(오스미 반도)
- 만 - 가고시마만(긴코만), 시부시만, 우치노우라만
- 하천 - 센다이강·오요도강·기모쓰키강·고쓰키강·마노세강·히시다강·아모리강·오가와강
- 호수·늪 - 이케다호·이무타못·오나미노못·우나기못
- 유명한 섬 - 시시섬·이카라섬·쇼라섬·나가시마섬·가쓰라지마섬·가미코시키섬·나카코시키섬·시모코시키섬·신지마섬·구로시마섬·이오섬·다케시마섬·다네가섬·마게섬(현재 유인도 취급)·야쿠섬·구치노에라부섬·구치노섬·나카노섬·다이라지마섬·스와노세섬·아쿠세키섬·고다카라섬·다카라지마섬·기카이섬·아마미오섬·가케로마섬·요로섬·우케지마섬·도쿠노섬·오키노에라부섬·요론섬
- 무인도 - 우지 군도·구사가키 군도·쇼와이오섬·덴시마섬·가자섬·고가자섬·요코아테섬·간노네섬·시치오섬
- 화산 - 기리시마산·사쿠라지마산·가이몬다케산·이오섬·구치노에라부섬·구치노시마섬·나카노시마섬·스와노세섬
- 인접한 도도부현 - 구마모토현·미야자키현·오키나와현

### 기후
남북의 거리가 600킬로미터에 이르기 때문에 이사시(伊佐市)같은 강설 지역도 있는 반면에 아마미 군도와 같은 아열대 지역도 존재한다.
가고시마현 본토 지역은 겨울은 온난하고, 여름은 일조 시간도 많지만 강수량은 많다. 최고 기온이 30도를 넘는 날은 길게 지속되지만 최고 기온이 35도를 넘는 날은 그렇게 많지 않고, 현내의 최고기온은 사쓰마센다이시 나카고시키의 37.5도이므로, 오키나와현 다음으로 낮다. 도쿄나 오사카 같은 지방에서 가고시마는 남쪽 지방의 이미지가 강하지만, 사쓰마 반도는 동중국해를 접하고 있기 때문에 대륙에서 오는 추위의 영향을 받기 쉬워 겨울에 매서운 추위가 찾아올 때가 있다. 북서계절풍은 눈구름을 키우기 때문에 가고시마시 중심부에도 눈이 많이 올 때가 있어, 2011년 1월 1일에는 가고시마 시내에도 25cm의 적설량이 관측되는 등 규슈의 현청 소재지 중 가장 눈 내리는 횟수가 많다. 또 야쿠섬 산지에서는 매년 비슷한 적설량을 기록하고 있으며, 다네가섬이나 야쿠섬 지방의 평야부에서도 극히 드물게 눈이 내리기 때문에 눈이 관측되는 지역으로는 일본 최남단이다. 또 1901년 2월 12일과 2016년에는 아마미시와 나제시에서 눈이 관측된 적도 있다. 2005년 3월에는 아마미오섬의 산지에서 사진가가 눈을 확인하는 등, 고도가 높은 곳에서는 최근에도 드물게 눈이 보이지만 기상대에서의 관측은 없기 때문에 공식 기록은 아니다.
여름부터 가을에 걸쳐서 태풍의 영향을 받는다.
| 순위 | 도도부현   | 상륙수 |
| ---- | ---------- | ------ |
| 1    | 가고시마현 | 42     |
| 2    | 고치현     | 26     |
| 3    | 와카야마현 | 24     |
| 4    | 시즈오카현 | 22     |
| 5    | 나가사키현 | 17     |
| 6    | 미야자키현 | 14     |
| 7    | 아이치현   | 12     |
| 8    | 지바현     | 9      |
| 9    | 구마모토현 | 8      |
| 10   | 도쿠시마현 | 7      |

특히 아마미 군도, 도카라 열도, 오스미 제도에는 많은 태풍이 접근하고 있어 태풍 피해를 자주 입는 지역이다. 1951년 이후의 태풍 상륙 횟수가 일본에서 가장 많다.

## 역사
가고시마라는 이름은 기리시마시에 있는 가고시마 신궁(鹿兒島神宮)에서 유래한다. 가고시마현은 고대의 율령제 하에서 오스미국과 사쓰마국에 해당했고 류큐 제도의 북부를 포함하고 있었다. 근대에 가고시마시는 메이지 유신 때 중요한 역할을 한 사이고 다카모리, 러일 전쟁을 승리로 이끈 일본의 해군 제독 도고 헤이하치로를 배출했다.

## 행정 구역

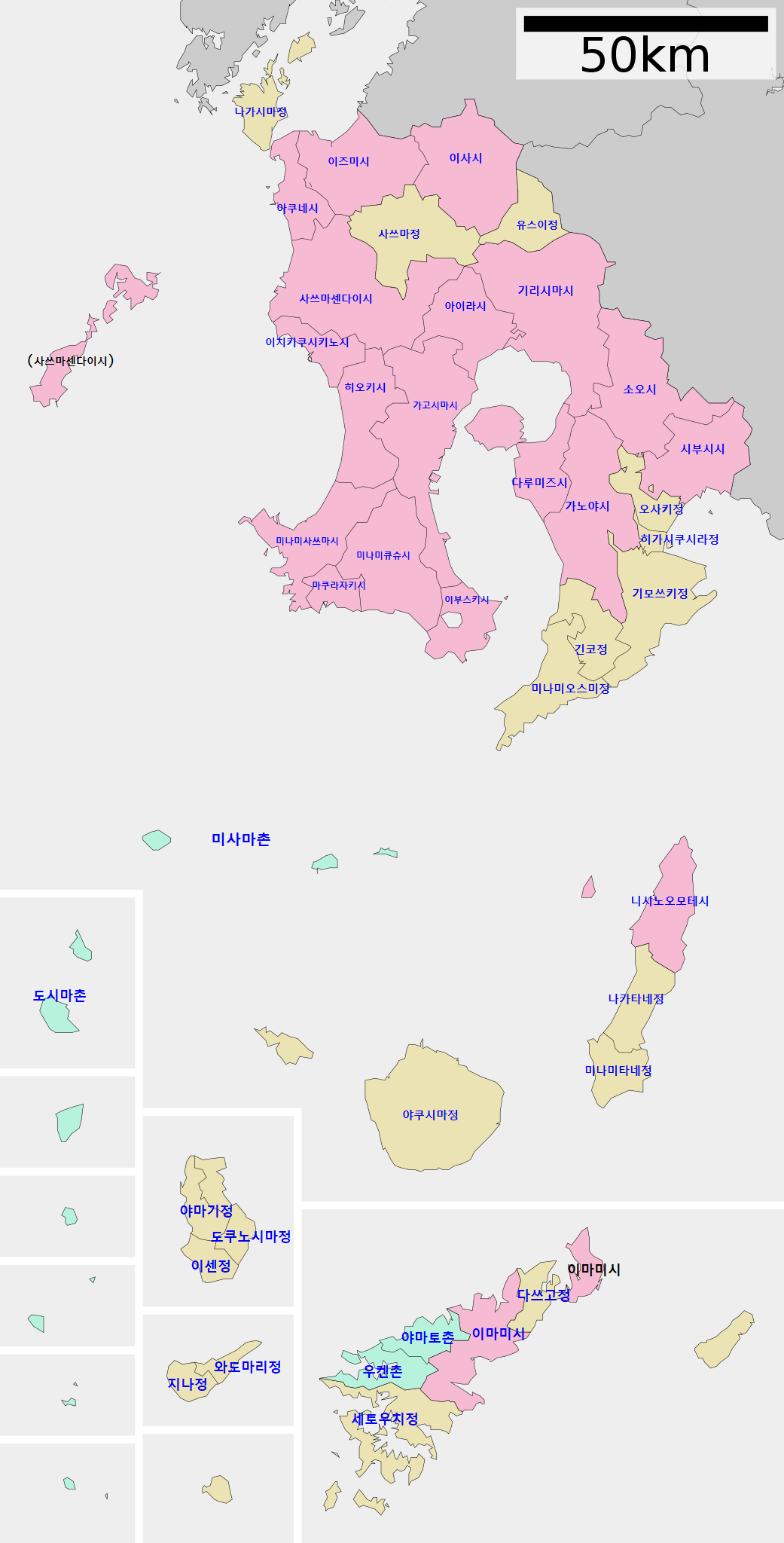
가고시마현의 지도

| - 가고시마시(鹿児島市) - 현청 소재지 - 가노야시(鹿屋市) - 마쿠라자키시(枕崎市) - 아쿠네시(阿久根市) - 이즈미시(出水市) - 이부스키시(指宿市) - 니시노오모테시(西之表市) - 다루미즈시(垂水市) - 사쓰마센다이시(薩摩川内市) - 히오키시(日置市) - 소오시(曽於市) - 기리시마시(霧島市) - 이치키쿠시키노시(いちき串木野市) - 미나미사쓰마시(南さつま市) - 시부시시(志布志市) - 아마미시(奄美市) - 미나미큐슈시(南九州市) - 이사시(伊佐市) - 아이라시(姶良市) | - 가고시마군(鹿児島郡) - 미시마촌(三島村) - 도시마촌(十島村) - 사쓰마군(薩摩郡) - 사쓰마정(さつま町) - 이즈미군(出水郡) - 나가시마정(長島町) - 소오군(曽於郡) - 오사키정(大崎町) - 기모쓰키군(肝属郡) - 히가시쿠시라정(東串良町) - 긴코정(錦江町) - 미나미오스미정(南大隅町) - 기모쓰키정(肝付町) - 구마게군(熊毛郡) - 나카타네정(中種子町) - 미나미타네정(南種子町)-야쿠시마정(屋久島町) - 오시마군(大島郡) - 야마토촌(大和村) - 우켄촌(宇検村) - 세토우치정(瀬戸内町) - 다쓰고정(龍郷町) - 기카이정(喜界町) - 도쿠노시마정(徳之島町) - 아마기정(天城町) - 이센정(伊仙町) - 와도마리정(和泊町) - 지나정(知名町) - 요론정(与論町) - 아이라군(姶良郡) - 유스이정(湧水町) |

## 경제
일본 유수의 농업 지대로 농업 산출액(2007년)은 일본 4위(규슈 1위)이다. 가고시마현이 주산지인 농산물로는 고구마, 잠두, 차 등이 있다.
양돈은 가고시마현의 대명사에 가까우며(도쿄를 포함한 일본 수도권에서 가고시마에 관해 떠오르는 것을 물었을 때 80%가 돼지고기라고 대답했을 정도) 양돈에 의한 수익은 약 820억 엔에 달해 가고시마현의 기간 산업으로 자리잡고 있다. 시즈오카현과 함께 가쓰오부시의 생산이 번성하고 있는데, 특히 마쿠라자키시의 특산물로 알려져 있다. 오스미 지방에서는 장어의 양식이 번성하며, 지명도는 낮지만 장어의 생산량은 일본 2위이다.
현내 각지에 우주 관련 연구 시설 등이 설치되어 있으며, 모두 JAXA에 의해 운영되고 있다. 다네가시마 우주 센터가 현내에 소재한다.

## 교육
- 가고시마 대학

## 교통

### 항공
- 가고시마 공항(鹿児島空港)
  - 국내선: 도쿄, 오사카, 고베, 후쿠오카, 나고야, 아마미, 도쿠노시마, 오키나와
  - 국제선:  대한민국 서울,  중국 상하이
- 아마미 공항(奄美空港)
- 다네가시마 공항(種子島空港)

### 철도
- 규슈 여객철도
  - 규슈 신칸센(九州新幹線), 가고시마 본선(鹿児島本線), 닛포 본선(日豊本線), 히사쓰선(肥薩線), 깃토선(吉都線), 니치난선(日南線) 등이 있다.

### 버스
- JR 규슈 버스
- 가고시마시 교통국
- 가고시마교통
- 남국교통
- 산슈자동차버스
- 사쓰마센다이 시영버스
- 다네가섬·야쿠시마 교통
- 다이와
- 시마버스
- 가케루마 버스
- 마루에이 페리
- 도쿠노섬 육운
- 오키노에라부 버스기획단
- 미나미 육운

### 도로
- 고속도로
  - 규슈 자동차도
  - 히가시큐슈 자동차도
  - 미나미큐슈 자동차도

- 국도
  - 국도 제3호선
  - 국도 제10호선
  - 국도 제58호선
  - 국도 제220호선 (일본)(일본어판)
  - 국도 제223호선 (일본)(일본어판)
  - 국도 제224호선
  - 국도 제225호선 (일본)(일본어판)
  - 국도 제226호선
  - 국도 제267호선 (일본)(일본어판)
  - 국도 제268호선 (일본)(일본어판)
  - 국도 제269호선 (일본)(일본어판)
  - 국도 제270호선 (일본)(일본어판)
  - 국도 제328호선 (일본)(일본어판)
  - 국도 제389호선 (일본)(일본어판)
  - 국도 제447호선 (일본)(일본어판)
  - 국도 제448호선 (일본)(일본어판)
  - 국도 제499호선
  - 국도 제504호선 (일본)(일본어판)

## 신문
| 지방 신문 - 미나미닛폰 신문 - 난카이 신문 - 아스미 신문 - 미나미큐슈 신문 - 가고시마 신문 | 블록 신문 - 서일본 신문 전국 신문 - 요미우리 신문 - 아사히 신문 - 마이니치 신문 - 니혼케이자이 신문 |

## 가고시마현 소재 방송국
- NHK 가고시마 방송국(NHK鹿児島放送局)
- 미나미니혼 방송(남일본방송, 南日本放送, MBC)
- 가고시마 TV(鹿児島テレビ放送, KTS)
- 가고시마 방송(鹿児島放送, KKB)
- 가고시마 요미우리 TV(鹿児島讀賣テレビ, KYT)

## 가고시마현이 등장하거나 다루어진 작품

### 만화
- Dr.코토 진료소

### 애니메이션
- 모노노케 히메
- 초속 5센티미터
- 로보틱스;노츠

### 영화
- 007 두번 산다
- 일본침몰
- 일본침몰

## 가고시마 현 출신자
- 사이고 다카모리
- 오쿠보 도시미치
- 나카시마 미카
- 카시와기 유키
- 하라 테츠오
- 미야와키 사쿠라

## 자매 도시
- 대한민국 전라북도(1989년 10월)
- 싱가포르
- 홍콩
- 미국 조지아주(1966년 11월 28일)
- 중화인민공화국 장쑤성
- 일본 기후현(1971년 7월 27일)

## 우호 도시
- 영국 런던 캠던구(2018년 7월 18일)
- 영국 맨체스터(2018년 7월 19일)

## 같이 보기
- 가라쿠니타케(韓国岳)
- 주빌로 이와타(J-리그 축구팀)